# Klubowy Puchar Europy w szachach (1991/1992)
1991/1992 – ósmy sezon Klubowego Pucharu Europy w szachach. Zwyciężył niemiecki Bayern Monachium.

## Uczestnicy
W nawiasie podano średni ranking Elo. Źródło: OlimpBase

- Wood Green Chess Club (2395)
- Merkur Versicherung Graz (2414)
- CREB Bruxelles (?)
- CSKA Sofia (?)
- Slavoj Wyszehrad (2375)
- SK1968 (2296)
- Matinkylän SK (2272)
- Lyon-Oyonnax (2598)
- SO Patras (2187)
- Centelles Cataluña (2248)
- Volmac Rotterdam (2537)
- Taflfélag Reykjavíkur (?)
- Hapoel Tel Awiw (2422)
- Bosna Sarajewo (2496)
- Goša Smederevska Palanka (2407)
- CE Dudelange (?)
- Bayern Monachium (2564)
- SG Porz (2551)
- Solinger SG 1868 (2546)
- Piast Słupsk (2321)
- Boavista FC (2258)
- Politehnica Bukareszt (2439)
- Dundee Chess Club (2187)
- CE Genève (2344)
- Wasa SK (2422)
- Honvéd ASE (2542)
- Törekvés SE (2414)
- ARS Roma (2280)
- CSKA Moskwa (?)
- Poljot Czelabińsk (2506)
- Tigran Petrosjan Moskwa (2559)

## Rozgrywki

### Pierwsza runda
Źródło: OlimpBase
| Data               | Miejsce   | Drużyna 1                | Drużyna 2                | Wynik  |
| ------------------ | --------- | ------------------------ | ------------------------ | ------ |
| 26–27 czerwca 1991 | Kolonia   | SG Porz                  | Politehnica Bukareszt    | 8:4    |
| 1991               | Lyon      | Lyon-Oyonnax             | Volmac Rotterdam         | 6½:5½  |
|                    |           | ARS Roma                 | Boavista FC              | 4½:7½  |
| 1991               | Graz      | Merkur Versicherung Graz | Slavoj Wyszehrad         | 5½:6½  |
|                    |           | CREB Bruxelles           | Wood Green Chess Club    | w/o -+ |
| czerwiec 1991      | Espoo     | Matinkylän SK            | Goša Smederevska Palanka | 5:7    |
|                    |           | Centelles Cataluña       | SK1968                   | 6:6    |
| 12–13 czerwca 1991 | Solingen  | Solinger SG 1868         | Piast Słupsk             | 7:5    |
|                    |           | SO Patras                | CE Genève                | 4½:7½  |
| 29–30 czerwca 1991 | Dundee    | Dundee Chess Club        | Bosna Sarajewo           | 4:8    |
| 1991               | Budapeszt | Honvéd ASE               | Bayern Monachium         | 5:7    |
| 1991               | Moskwa    | Tigran Petrosjan Moskwa  | Törekvés SE              | 8½:3½  |
| 1991               | Sztokholm | Wasa SK                  | Poljot Czelabińsk        | 5:7    |
|                    |           | Hapoel Tel Awiw          | CSKA Moskwa              | w/o +- |
|                    |           | Taflfélag Reykjavíkur    | CSKA Sofia               | w/o -- |

### Druga runda
Źródło: OlimpBase
| Data                  | Miejsce   | Drużyna 1             | Drużyna 2                | Wynik  |
| --------------------- | --------- | --------------------- | ------------------------ | ------ |
| 5–6 października 1991 | Lyon      | Lyon-Oyonnax          | Centelles Cataluña       | 7½:4½  |
|                       |           | CE Dudelange          | Boavista FC              | 1½:10½ |
| wrzesień 1991         | Genewa    | CE Genève             | Tigran Petrosjan Moskwa  | 5½:6½  |
|                       |           | Solinger SG 1868      | Bosna Sarajewo           | w/o +- |
|                       |           | Hapoel Tel Awiw       | Slavoj Wyszehrad         | w/o +- |
| 19–20 listopada 1991  | Londyn    | Wood Green Chess Club | Goša Smederevska Palanka | 6:6    |
| 15–16 września 1991   | Monachium | Bayern Monachium      | SG Porz                  | 6½:5½  |

### Ćwierćfinały
Źródło: OlimpBase
| Data            | Miejsce       | Drużyna 1               | Drużyna 2             | Wynik |
| --------------- | ------------- | ----------------------- | --------------------- | ----- |
| grudzień 1991   | Monachium     | Bayern Monachium        | Lyon-Oyonnax          | 7½:4½ |
| 1992            | Tel Awiw-Jafa | Hapoel Tel Awiw         | Wood Green Chess Club | 9½:2½ |
| 1–2 lutego 1992 | Solingen      | Solinger SG 1868        | Boavista FC           | 11:1  |
| 1992            | Moskwa        | Tigran Petrosjan Moskwa | Poljot Czelabińsk     | 5½:6½ |

### Półfinały
Źródło: OlimpBase
| Data            | Miejsce       | Drużyna 1        | Drużyna 2         | Wynik |
| --------------- | ------------- | ---------------- | ----------------- | ----- |
| 1992            | Tel Awiw-Jafa | Hapoel Tel Awiw  | Bayern Monachium  | 5:7   |
| 27–28 maja 1992 | Solingen      | Solinger SG 1868 | Poljot Czelabińsk | 5½:6½ |

### Finał
Źródło: OlimpBase
| Data | Miejsce   | Drużyna 1        | Drużyna 2         | Wynik |
| ---- | --------- | ---------------- | ----------------- | ----- |
| 1992 | Monachium | Bayern Monachium | Poljot Czelabińsk | 7:5   |

Pierwsza runda
Poljot Czelabińsk – Bayern Monachium 2:4
1. Jewgienij Swiesznikow – Robert Hübner ½:½
2. Siemion Dwojris – Zoltán Ribli 0:1
3. Andriej Charłow – Jóhann Hjartarson 0:1
4. Rusłan Szczerbakow – Uwe Bönsch 0:1
5. Jakob Meister – Klaus Bischoff 1:0
6. Wiaczesław Baszkow – Gerald Hertneck ½:½

Druga runda
Bayern Monachium  – Poljot Czelabińsk 3:3
1. Robert Hübner – Jewgienij Swiesznikow ½:½
2. Zoltán Ribli – Siemion Dwojris 1:0
3. Jóhann Hjartarson – Andriej Charłow ½:½
4. Uwe Bönsch – Rusłan Szczerbakow 0:1
5. Klaus Bischoff – Jakob Meister ½:½
6. Philipp Schlosser – Wiaczesław Baszkow ½:½